# Pidihuinco
Pidihuinco es una localidad perteneciente a la comuna de Chimbarongo, provincia de Colchagua, Chile

## Historia
En 1899 era descrito como un "fundo del departamento de San Fernando situado á unos 14 kilómetros hacia el SE. de la villa de Chimbarongo y allegado á la falda occidental de los Andes. Baja de estas sierras por él una ligera corriente de agua de su nombre que se reúne con el riachuelo de Huemul y ambos forman principalmente el río de Chimbarongo. Significa agua de sanguijuelas".